# Nancy Drew (serie de televisión)
Nancy Drew es una serie de televisión estadounidense de drama sobrenatural y misterio basada en el personaje del mismo nombre de una saga literaria que se estrenó el 9 de octubre de 2019 en The CW.
En marzo de 2022, la serie fue renovada para una cuarta y última temporada, que se estrenó el 31 de mayo de 2023. La serie finalizó el 23 de agosto de 2023.

## Sinopsis
La serie sigue a Nancy Drew de 18 años, que después de graduarse de la preparatoria pensó que dejaría su ciudad natal para ir a la universidad. Pero cuando una tragedia familiar la retiene un año más, se ve envuelta en una investigación de asesinatos fantasmales y, a lo largo del camino, descubre secretos que son más profundos de lo que jamás había imaginado.

## Elenco

### Principal
- Kennedy McMann como Nancy Drew
- Leah Lewis como Georgia «George» Fan
- Maddison Jaizani como Bess Marvin
- Tunji Kasim como Ned «Nick» Nickerson
- Álex Saxon como Ace Hardy
- Alvina August como Karen Hunt (temporada 1)
- Riley Smith como Ryan Hudson
- Scott Wolf como Carson Drew

### Recurrente
- Sinead Curry como Tiffany Hudson
- Stephanie Van Dyck como Lucy Sable
- Miles Gastón Villanueva como Owen Marvin

### Invitados
- Adam Beach como el Jefe E.O. McGinnis
- Katie Findlay como Lisbeth
- Stevie Lynn Jones como Laura Tandy
- Liza Lapira como Victoria Fan
- Pamela Sue Martin como Harriet Grosset
- Sara Canning como Katherine Drew

## Episodios
| Temporada | Temporada | Episodios | Episodios | Emisión original     | Emisión original     |
| Temporada | Temporada | Episodios | Episodios | Primera emisión      | Última emisión       |
| --------- | --------- | --------- | --------- | -------------------- | -------------------- |
|           | 1         | 18        | 18        | 9 de octubre de 2019 | 15 de abril de 2020  |
|           | 2         | 18        | 18        | 20 de enero de 2021  | 2 de junio de 2021   |
|           | 3         | 13        | 13        | 8 de octubre de 2021 | 28 de enero de 2022  |
|           | 4         | 13        | 13        | 31 de mayo de 2023   | 23 de agosto de 2023 |

### Temporada 1 (2019–20)
| N.º en serie | N.º en temp. | Título                               | Dirigido por     | Escrito por                                                                      | Fecha de emisión original | Audiencia (millones) |
| --- | ------------ | ------------------------------------ | ---------------- | -------------------------------------------------------------------------------- | ------------------------- | -------------------- |
| 1 | 1            | «Pilot»                              | Larry Teng       | Guion de: Noga Landau, Josh Schwartz y Stephanie Savage Historia de: Noga Landau | 9 de octubre de 2019      | 1,18                 |
| En la ciudad ficticia de Horseshoe Bay, Maine, la detective adolescente jubilada Nancy Drew está pasando su año sabático trabajando como camarera en The Claw mientras lidia con el dolor de la muerte de su madre Katherine. Todo eso cambia cuando una noche, ella y sus compañeros de trabajo George, Bess y Ace descubren el cuerpo de Tiffany Hudson, esposa del empresario local Ryan Hudson. Cuando el jefe de policía intenta culpar a Nancy, a quien desprecia desde hace años, entra en la casa de Ryan en busca de pruebas y encuentra un relicario escondido en un compartimento secreto. El relicario contiene una referencia a Lucy Sable, una chica que fue asesinada hace diecinueve años; Nancy, Bess y George contratan a un médium para que se ponga en contacto con el espíritu de Lucy y reciba un mensaje críptico para «encontrar el vestido». Nancy descubre que su padre está saliendo en secreto con una policía, Karen Hart, y que su novio Nick cumplió condena después de que Tiffany testificara en su contra en el tribunal. Ella decide tratar de averiguar quién mató a Tiffany, con Bess, George y Nick entre sus posibles sospechosos. Esa noche, mientras investiga un ruido en el ático, encuentra el vestido manchado de sangre de Lucy en un cofre cerrado con llave. |              |                                      |                  |                                                                                  |                           |                      |
| 2 | 2            | «The Secret of the Old Morgue»       | Larry Teng       | Noga Landau                                                                      | 16 de octubre de 2019     | 0,80                 |
| Para intentar mejorar su imagen pública, Ryan participa en el Festival Seawater, en el que se coloca un cubo de agua de mar en el exterior para determinar si alguien morirá el año que viene. Nancy se entera de que la familia Hudson ha hecho arreglos para que el cuerpo de Tiffany sea trasladado fuera de la ciudad, así que decide entrar en la morgue y tomar un poco de sangre para ser analizada. También espía a George, al enterarse de su relación secreta con Ryan. George se niega a ayudar, culpando a Nancy por su reputación de «zorra» en la escuela secundaria. Bess y Ace fingen tener problemas con el auto para retrasar el transportador de Ryan, que se lleva bien con Bess. Nancy recupera la sangre y algunas pruebas relacionadas con el caso de Lucy, pero accidentalmente dispara la alarma; George llega de repente y esconde los bienes mientras Nancy es arrestada. Carson acepta representar a Ryan para poder pagar la fianza de su hija. Le dice que Nick no podía conocer la identidad de Tiffany desde que testificó detrás de un biombo. Más tarde esa noche, quemó en secreto el vestido de Lucy en la playa. George descubre que su cubo de agua de mar se ha convertido en sangre, una advertencia de que la muerte está a punto de llegar. |              |                                      |                  |                                                                                  |                           |                      |
| 3 | 3            | «The Curse of the Dark Storm»        | John Kretchmer   | Jesse Stern y Lisa Bao                                                           | 23 de octubre de 2019     | 0,81                 |
| Nancy descubre evidencia de una amistad secreta entre Tiffany y Nick. Explica que ella lo había estado visitando todas las semanas hasta su liberación y le dejó un viejo reloj en el roadster de la madre de Nancy. Karen le informa a Nancy que los cargos en su contra serán retirados si ella ayuda a construir un caso en contra de Nick. George está a punto de morir por varios «accidentes», y recibe la visita de una mujer llamada Rita que resultó haber muerto varias décadas antes. Nick y Nancy siguen las pistas de Tiffany sobre Lilac Inn y encuentran una bóveda oculta que contiene una caja fuerte. Carson encontró una huella en el zapato de Nancy que coincide con la que dejó en la posada. Nancy revela los detalles de la relación de Tiffany con Karen para que Nick no sea tratado como sospechoso. Nick confiesa al grupo que realmente mató a alguien por accidente, y encuentra $5 millones en bonos al portador en la caja de seguridad, dinero que Nancy cree que Tiffany dejó para él. Ace la llama para que recoja a Bess, que resulta que vive sola en una furgoneta. Nancy la invita a mudarse y, mientras la ayuda a empacar, encuentra el anillo de diamantes de Tiffany en el bolsillo del abrigo de Bess. |              |                                      |                  |                                                                                  |                           |                      |
| 4 | 4            | «The Haunted Ring»                   | John Kretchmer   | Jesse Stern y Lisa Bao                                                           | 30 de octubre de 2019     | 0,69                 |
| Mirando al pasado de Bess, Nancy encuentra un pasaporte bajo el nombre «Bess Turani» con su foto. Bess resulta ser una chica inglesa que cree que los Marvin son sus parientes biológicos, pero no está del todo segura. El día del funeral de Tiffany, un fantasma ataca a Bess en la entrada de los Claw, lo que hace que las chicas se dirijan a la clarividente madre de George, Victoria, quien les explica cómo realizar un ritual que sellará definitivamente el fantasma de Tiffany. La hermana de Tiffany, Laura Tandy, llega a la ciudad en busca de la verdad sobre su muerte y recluta a Ace, su exnovio, para que la ayude. En el funeral, George sólo logra completar parte del ritual debido a que Bess se aleja de su puesto. Laura supera el elogio del padre de Ryan, Everett, al hacer la última llamada de Tiffany al 911 y anunciar sus intenciones de buscar justicia. Posteriormente, Carson informa a los medios de comunicación de que el informe de la autopsia de Tiffany no es concluyente, lo que enfurece a Ryan. Esa noche, Ned aprende de una cámara oculta que Laura irrumpió en su garaje, y Nancy sigue una pista dejada por un fantasma a Keene High School, apareciendo una foto de Lucy con Karen. El fracaso del ritual lleva a que el espíritu de Tiffany posea el cuerpo de George. |              |                                      |                  |                                                                                  |                           |                      |
| 5 | 5            | «The Case of the Wayward Spirit»     | Claudia Yarmy    | Melinda Hsu Taylor y Katherine DiSavino                                          | 6 de noviembre de 2019    | 0,62                 |
| Bajo la influencia del espíritu de Tiffany, el comportamiento de George se vuelve cada vez más impredecible. Victoria advierte al grupo que a menos que se lleve a cabo un ritual de exorcismo, finalmente consumirá la fuerza vital de George, borrándola para siempre. El desarrollador local Owen Marvin contrata a Bayside Claw para proporcionar servicios de cáterin a una gala benéfica local, pero Bess le pide a Nick que vaya en su lugar para evitar tener que tratar con su familia. Durante la gala, Nancy se encuentra con Karen, quien revela que Lucy murió un año después de terminar abruptamente su amistad. Ryan tiene una discusión con Owen, de la que George es testigo; Tiffany se hace cargo, roba un vestido y un cuchillo, y va a confrontarlo. Victoria y Bess llegan, y a pesar de que Laura interrumpe el ritual, son capaces de desterrarla. Ace y Nick obligan a Laura a devolver la unidad flash que robó. Usando una palabra clave que le dio Tiffany en sus últimos momentos, Nick rompe la contraseña en el disco y encuentra una montaña de evidencia recopilada contra los Hudsons, incluyendo una posible conexión con Owen. Owen ayuda a Nancy a encontrar una cápsula del tiempo enterrada por la clase de la escuela secundaria de Lucy, incluyendo un vídeo de ella con el adolescente Ryan. |              |                                      |                  |                                                                                  |                           |                      |
| 6 | 6            | «The Mystery of Blackwood Lodge»     | Amanda Row       | Alex Taub y Andrea Thornton Bolden                                               | 13 de noviembre de 2019   | 0,73                 |
| Ryan desesperado acude a Nancy en busca de ayuda. A cambio de aceptar robar una colección de valiosas monedas romanas para él en una subasta en el club Velvet Masque, Nancy obliga a Ryan a escoltarla dentro del club, normalmente fuera del alcance de los locales. Bess y Lisbeth tienen su primera cita, pero cuando Lisbeth se va temprano, Bess está devastada. Para animarla, George la lleva en una misión con Nick para infiltrarse en el club; los dos habían deducido anteriormente que las monedas estaban relacionadas con el hundimiento de un barco de carga que mató al tío de Owen, y planean robarlas para exponer a los Hudson por su supuesta participación. Owen busca las monedas por la misma razón y consigue que el grupo sea expulsado antes de ganar la subasta. Nancy descubre que los padres de Ryan tuvieron a Carson, el abogado personal de su familia en 1999, se deshizo de Lucy para mantenerla alejada de su hijo, y para encubrir su descubrimiento de una aventura entre el tío de Owen y la madre de Ryan, Celia Hudson. Lisbeth le da a Bess una cita para maquillarse y se besan. Nancy revela que le robó las monedas a Owen y rechaza su oferta de cenar, sin saber que Nick sospecha que lo hace a sus espaldas. |              |                                      |                  |                                                                                  |                           |                      |
| 7 | 7            | «The Tale of the Fallen Sea Queen»   | Becca Rodriguez  | Erika Harrison y Katie Schwartz                                                  | 20 de noviembre de 2019   | 0,73                 |
| Victoria le advierte al grupo que se deshaga de las monedas, ya que atraen a los espíritus malignos. En vez de eso, Nancy decide usarlos en una sesión de espiritismo para ponerse en contacto con el espíritu de Lucy y así poder responder finalmente a varias preguntas que llevan mucho tiempo pendientes. Laura acusa abiertamente al Jefe McGinnis de encubrir la muerte de Tiffany, obligándolo a entregar el caso a las autoridades estatales. Ace comienza a sospechar que Laura puede ser la asesina de Tiffany después de enterarse de que va a heredar el dinero de su hermana, pero Nancy descubre su acuerdo secreto con McGinnis, destrozando su confianza. El contacto de Nancy le informa que las pruebas que le envió para su análisis han desaparecido, por lo que busca al hermanastro de Lucy para obtener el único objeto que se puede utilizar para citarla, un brazalete que llevaba antes de morir. Victoria está demasiado ebria para ayudar, así que el grupo lleva a cabo la sesión de espiritismo por sí mismo, destruyendo las monedas en el proceso. Nick rompe con Nancy después por alejarlo. Un espíritu desconocido se muestra comunicándose con Ted, la hermana menor de George. Ace se va de la ciudad con Laura y sufre un grave accidente automovilístico, mientras que Nancy se enfrenta a su creciente temor de que su padre matara a Lucy. |              |                                      |                  |                                                                                  |                           |                      |
| 8 | 8            | «The Path of Shadows»                | Alexis Ostrander | Jesse Stern                                                                      | 4 de diciembre de 2019    | 0,68                 |
| Ace es llevado al hospital y cae en coma. Nancy habla con el Jefe McGinnis, y después de revelar todas las interacciones de ella y sus amigos con el mundo de los espíritus, se entera de que el espíritu de Ace se ha separado de su cuerpo debido al trauma del accidente. McGinnis reúne a Nancy, George y Carson para formar un círculo espiritual y enviar a George al mundo espiritual. Basándose en la deducción de Nancy de que alguien manipuló intencionadamente el coche de Laura para provocar el accidente, Nick y Bess se enfrentan a Lisbeth, quien creen que puede ser la responsable. Lisbeth entonces dice la verdad: en realidad es una agente encubierta de la policía estatal que investiga a los Hudson. George es incapaz de encontrar el espíritu de Ace debido a la energía negativa entre Nancy y Carson, así que Nancy lo aclara haciéndole prometer que revelará todo una vez que la ceremonia haya terminado. George encuentra el espíritu de Ace en la forma de un niño, pero permanece en coma. Nancy usa una pista que George encontró para exponer al oficial Rawley, el policía corrupto responsable del accidente. Nancy y Lisbeth preparan una confrontación para que Lisbeth pueda mantener su tapadera. Cuando George va a recoger a Ted a la cafetería, la encuentra desaparecida. |              |                                      |                  |                                                                                  |                           |                      |
| 9 | 9            | «The Hidden Staircase»               | Shannon Kohli    | Melinda Hsu Taylor                                                               | 11 de diciembre de 2019   | 0,74                 |
| La desaparición de Ted revela similitudes entre su secuestro y el de Rose Turnbull, la niña que Nancy rescató en su primer caso como detective a los 12 años. Basado en esto, Nancy sospecha que quienquiera que se llevó a Ted está atado a Nathan Gomber, el hombre que secuestró a Rose. El grupo se ofrece como voluntario para ayudar a encontrar a Ted para mantener el asunto en privado, con Nancy y Carson visitando el viejo almacén de Gomber, George y Nick tratando de descifrar una nota pasada por Gomber a su única visitante, Moira Baker, y Bess consiguiendo que Owen ofreciera una recompensa por cualquier propina. La visita de Nancy le hace darse cuenta de que hay lagunas en su memoria desde la noche en que encontró a Rosa, el resultado, según ella, de una entidad llamada Simon que estaba manipulando a Gomber y ahora quiere el alma de Ted. George encuentra un lugar para la tienda de antigüedades de Moira y entra con Nick al mismo tiempo que Nancy encuentra el santuario que Gomber construyó para Simon y lo quema; Moira es atrapada y Ted es localizado por Nick. Cuando Nancy va a ver a Gomber por última vez, dice que sus negocios con Simon están lejos de terminar. Bess revela su secreto a Owen y lo convence de que autorice una prueba de ADN. Karen encuentra el diario de Nancy, e informa al Jefe McGinnis, quien tiene el cuchillo de la muerte de Lucy probado. Las huellas dactilares coinciden con las de Carson, quien es arrestado y acusado de su asesinato. |              |                                      |                  |                                                                                  |                           |                      |
| 10 | 10           | «The Mark of the Poisoner's Pearl»   | Sydney Freeland  | Katherine DiSavino y Lisa Bao                                                    | 15 de enero de 2020       | 0,66                 |
| Nancy recibe la noticia de un contacto de que Tiffany fue asesinada con un tipo raro de veneno. Owen conoce a Bess y confirma que son primos hermanos, convirtiéndola en un Marvin biológico. Le pide las monedas del entierro como parte de un plan para desenmascarar a Everett Hudson por el asesinato de su tío, pero cuando Nick le explica que fueron destruidas, Bess inventa un plan para utilizar a Ryan, cada vez más distante de su familia, como medio para encontrar otras posibles pruebas. La investigación de Nancy la lleva a un viejo caso de un envenenador en serie de casi diecisiete años antes. Ace la lleva a su padre, quien trabajó en el caso y le da a Nancy pistas que indican que el asesino sigue en Horseshoe Bay. Nancy hace un vídeo desafiando al asesino a ir tras ella; el asesino entonces la atrae a una cámara de gas improvisada de la cual Nick y George la rescatan sólo segundos antes de la muerte. Ryan decide tomar el asunto en sus propias manos por temor a que su familia vaya tras los Marvin. Ace entrega al asesino a la policía y Nancy decide llamar a su padre por primera vez en dos semanas, con el fantasma de Lucy mirando. |              |                                      |                  |                                                                                  |                           |                      |
| 11 | 11           | «The Phantom of Bonny Scot»          | Sydney Freeland  | Katherine DiSavino y Lisa Bao                                                    | 22 de enero de 2020       | 0,54                 |
| Everett y Nancy hacen un trato: si ella sabotea los esfuerzos de Owen para exponer las fechorías de su familia, él ayudará a que su padre sea liberado de la custodia. Dawn, la amiga de George, le informa que la Garra de Bayside se está poniendo a la venta, lo que significa que perderá el único lugar que realmente considera su hogar a menos que pueda conseguir algo de dinero rápido. Bess decide abrazar su herencia británica para su primer almuerzo con Diana Marvin; impresionada, Diana le pide que se una al imperio corporativo de Marvin reuniéndose con una nueva socia potencial, Amaya Alston. Owen le presenta a Nancy a Bashiir, la única sobreviviente del «Bonny Scot». Ella descubre que Bashiir está obsesionado por su síndrome del superviviente, pero no está dispuesta a presentarse por miedo a la deportación. Con la ayuda de Owen, Nancy organiza una operación dirigida por Lisbeth para detener a Everett. También encuentra archivos en la mansión de la familia Hudson que sugieren que la madre de Lucy tuvo algo que ver con su muerte. Nick le dice a George que usará algunos de sus bonos para comprar la Garra, con ella como copropietaria. Owen hace arreglos para ayudar a Bashiir. Celia Hudson contacta a alguien en la prisión estatal, ordenándole que asesine a Carson. |              |                                      |                  |                                                                                  |                           |                      |
| 12 | 12           | «The Lady of Larkspur Lane»          | Greg Beeman      | Erika Harrison                                                                   | 29 de enero de 2020       | 0,63                 |
| Nancy lleva a George y Nick en un intento de entrar en Larkspur Lane, el asilo local donde la madre de Lucy, Patrice, ha estado viviendo desde su muerte. Allí descubren una infestación de moho extraño, enjambres de bichos y un hombre llamado Sal que afirma que el edificio está embrujado por los espíritus de la familia que murió allí en la década de 1870. Carson casi es apuñalado en la cárcel antes de que Ace sea capaz de falsificar una solicitud de traslado; lleva a Carson a su propia casa y se pone en contacto con Karen para pedirle ayuda cuando aparece la policía. Bess impresiona a Amaya con su ingenio y sus inteligentes observaciones. Sin pruebas que demuestren que la vida de Carson está en peligro, Bess llega a un acuerdo con Ryan, ofreciéndole un favor de la familia Marvin a cambio. La evidencia de Ryan, junto con una llamada de Amaya, es suficiente para que Carson salga de la cárcel antes de ser juzgado. Nancy encuentra a Patrice, que muestra signos de demencia y le dice que encuentre «el libro del hombre delgado». Sal la dirige a la Caja de los Susurros, donde se guardan las posesiones de la familia, pero luego activa la alarma de incendios. Nancy queda atrapada en la Caja de los Susurros y cae en un sueño profundo, despertando en un mundo de fantasía donde su madre está viva. |              |                                      |                  |                                                                                  |                           |                      |
| 13 | 13           | «The Whisper Box»                    | Larry Teng       | Noga Landau y Alex Taub                                                          | 5 de febrero de 2020      | 0,62                 |
| Con la ayuda de Sal, Nick y los demás irrumpen en el asilo e intentan comunicarse con una Nancy inconsciente. Al darse cuenta de que está atrapada en una fantasía, Nancy recluta las versiones imaginarias de sus amigos para ayudar a encontrar una salida. De Ryan, reciben un rompecabezas que Nancy supuestamente ha preparado para sí misma, que conduce a un cementerio y a una misteriosa llave. La llave resulta ser, sin embargo, una pista falsa; Nancy descubre que la verdadera salida es a través de una carta escrita por su difunta madre. A pesar de la tentación de quedarse y compensar todos los remordimientos de su vida, decide renunciar a ella y regresar al mundo real. El grupo escapa cuando el asilo se incendia, y Nancy se reúne con su padre. Habiendo encontrado una tarjeta llave, visita la Sociedad Histórica local y se entera de que abre una caja de seguridad colocada allí por Tiffany. Dentro, encuentra una grabación de un video hecho varios meses antes, donde Tiffany revela que alguien la ha estado siguiendo antes de que un fantasma aparezca repentinamente y el video se corte. Nancy se da cuenta de que probablemente Tiffany fue asesinada por tratar de descubrir quién asesinó a Lucy Sable. |              |                                      |                  |                                                                                  |                           |                      |
| 14 | 14           | «The Sign of the Uninvited Guest»    | Amanda Row       | Katherine DiSavino                                                               | 26 de febrero de 2020     | 0,59                 |
| Patrice irrumpe en la Garra, y su hijo Joshua, el hermano de Lucy, viene a recogerla. Laura regresa para recoger su herencia, y le pide a Ace que se mude con ella a París. Nancy sigue adelante con su plan para averiguar quién asesinó realmente a Lucy haciendo que Ace hackee su antigua cuenta de correo electrónico, lo que hace que aparezcan mensajes entre ella y Ryan que revelan que se iban a encontrar la noche en que ella murió. A Bess le preocupa que Amaya tenga un interés romántico en ella, y George le dice que lo deje. Nancy lleva al grupo, Laura, Karen y Ryan al restaurante, donde les hace recrear los acontecimientos que llevaron al asesinato de Tiffany. La recreación lleva a un gran avance: una ensalada envenenada que fue preparada para Ryan fue en cambio servida a Tiffany. Nancy toma esto como evidencia de que el asesinato fue una venganza porque Ryan matara a Lucy; Ryan huye después de ver el fantasma de Lucy. Nancy visita a Joshua para comprobar el viejo ordenador de Lucy, pero rápidamente deduce que él envenenó la ensalada. Cuando intenta matarla, se electrocuta accidentalmente. Ace termina las cosas con Laura antes de que se vaya. Cuando la policía llega, Joshua se ha ido. |              |                                      |                  |                                                                                  |                           |                      |
| 15 | 15           | «The Terror of Horseshoe Bay»        | Katie Eastridge  | Jen Vestuto y Melissa Marlette                                                   | 4 de marzo de 2020        | 0,61                 |
| Mientras la policía se prepara para encontrar a Joshua, Nancy se entera de que le queda un día para la audiencia de pruebas de su padre. Ella y Owen hablan con el antiguo compañero de habitación de Ryan para obtener información sobre él y Lucy. Nick y Ace visitan al padre de Ace, que ha salido de su retiro para reincorporarse a la fuerza, y se enteran de que el veneno utilizado para matar a Tiffany fue robado de las pruebas policiales. Nancy deduce correctamente que Joshua tenía un cómplice: Karen. A pesar de su arresto, sin embargo, Carson le informa que necesita pruebas físicas reales para limpiar su nombre. Owen, George y Bess van a la Sociedad Histórica y realizan una investigación sobre el Agleaca, un espíritu que supuestamente concede el deseo del corazón de quien lo convoca, pero por un precio. El grupo realiza el ritual de invocación, y el Agleaca concede el deseo de Nancy entregando los huesos de Lucy. A cambio, intenta reclamar la vida de Owen, obligando a George a romper la corona de invocación. Ace esconde los huesos, Nick acepta la oferta de George de pasar la noche en su casa, y Owen y Nancy duermen juntos. Al día siguiente, Nancy tose la corona rota, indicando que la Agleaca está disgustada por su negativa a cumplir el trato. |              |                                      |                  |                                                                                  |                           |                      |
| 16 | 16           | «The Haunting of Nancy Drew»         | Ruben Garcia     | Noga Landau y Katie Schwartz                                                     | 11 de marzo de 2020       | 0,67                 |
| Nancy trae a su amiga científica forense para analizar los huesos de Lucy mientras continúa su búsqueda de pruebas para limpiar el nombre de Carson. Durante las pruebas, el Det. Abe Tamura, el reemplazo de Karen en la fuerza, llega con una orden para registrar el restaurante. Nick y George logran esconder los huesos a tiempo, pero la experiencia causa fricción entre ellos. Nancy recoge a Ryan y lo lleva con ella mientras interroga a varios testigos, incluyendo a Everett y Karen, para intentar reconstruir las últimas horas de Lucy. Visitan la casa de su infancia y encuentran su diario escondido en las paredes. Cuando Nancy tiene que testificar en el juicio de su padre, revela la verdad: Lucy se suicidó por desesperación cuando Everett la obligó a terminar con Ryan. Carson es absuelto de todos los cargos. Mientras limpian la cafetería, George y Nick se entregan a sus sentimientos y se besan. Bess descubre que falta uno de los huesos, sin saber que el detective Tamura lo encontró. El científico le da a Nancy una revelación que confirma con su padre: Lucy se suicidó sólo después de darle a él y a su esposa el bebé que tuvo con Ryan para que lo criaran como suyo; Nancy es la hija biológica de Lucy y Ryan. |              |                                      |                  |                                                                                  |                           |                      |
| 17 | 17           | «The Girl in the Locket»             | Larry Teng       | Melinda Hsu Taylor y Lisa Bao                                                    | 8 de abril de 2020        | 0,55                 |
| El Agleaca continúa infligiendo visiones aterradoras al grupo, y Victoria les informa que deben realizar otro ritual para liberarse de su maldición. El único problema es que para que el ritual funcione, Nancy debe ofrecer su sangre y la de un pariente de sangre. Intenta que Ryan le ayude aceptando ayudarle en su esfuerzo por conocer a su hijo desaparecido. Sin embargo, cuando Ryan admite que no quiere ayudar a Owen, Nancy lo bombardea con insultos y él se va enojado sin ella. En la fiesta de cumpleaños de Diana Marvin, se le dice a Bess que se espera que extraiga información de Lisbeth sobre su trabajo policial a cambio de que su familia apruebe su relación. Ryan deduce la verdad y se enfrenta a Nancy; ella confiesa que no quiere que él sea su padre. Sin embargo, Ryan cumple su parte del trato y participa en el ritual. Desafortunadamente, las visiones sólo empeoran. Nancy sugiere, y Victoria confirma, que el Agleaca fue una vez un humano que fue ejecutado injustamente, y ahora está enfurecido y desea sangre. Cuando el grupo se da cuenta de que Owen ha desaparecido, encuentran su cadáver ensangrentado en una bañera. |              |                                      |                  |                                                                                  |                           |                      |
| 18 | 18           | «The Clue in the Captain's Painting» | Ramsey Nickell   | Erika Harrison y Jesse Stern                                                     | 15 de abril de 2020       | 0,49                 |
| Nancy y el equipo Drew, se lanzaron a resolver el asesinato de Owen, creyendo que el Agleaca pronto vendría por ellos también. Cuando una sesión de espiritismo destinada a llamar al espíritu de Owen falla, Nancy y Ace visitan la Sociedad Histórica y se enteran de que el Agleaca sólo viene después de sus víctimas en grupo, lo que significa que Owen fue asesinado por un humano vivo. Bess continúa luchando con su amor por Lisbeth y su deseo de complacer a su familia espiando a su novia. George descubre que no puede intimar con Nick y se enfrenta a Ryan, dejando claro que ella le culpa por aprovecharse de ella y torcer su idea de lo que es el amor. Lisbeth comparte algunas pruebas con Nancy que le permiten deducir que Joshua, su tío biológico, es el asesino de Owen. Visita a su abuela y descubre que Joshua se ha estado escondiendo en el asilo; antes de que él la mate, se revela como su sobrina, causando que él resbale y casi caiga hasta la muerte antes de que Ace lo levante. George finalmente decide que ella puede permitirse intimar de nuevo. El Agleaca envía a cada uno de los Drew Crew una visión de cómo morirán: George y Nick se ahogan, Ace es empalado en un gancho para carne, Bess muere quemada, y Nancy muere de la misma manera que su madre al caer del acantilado donde se quitó la vida. |              |                                      |                  |                                                                                  |                           |                      |

### Temporada 2 (2021)
| N.º en serie | N.º en temp. | Título                                  | Dirigido por     | Escrito por                                       | Fecha de emisión original | Audiencia (millones) |
| --- | ------------ | --------------------------------------- | ---------------- | ------------------------------------------------- | ------------------------- | -------------------- |
| 19 | 1            | «The Search for the Midnight Wraith»    | Larry Teng       | Noga Landau y Melinda Hsu Taylor                  | 20 de enero de 2021       | 0,50                 |
| Mientras el equipo Drew traza una estrategia sobre cómo hacer frente a la maldición de Agleaca, Bess anuncia una recompensa para quien pueda proporcionar información. Al mismo tiempo, una chica llamada Amanda es encontrada malherida por la policía, y Nancy queda bajo sospecha después de que Amanda menciona su nombre. La pandilla se entera de que Amanda y su hermano Gil están en posesión de un espejo de mano robado a la familia Hudson que se utilizó en la primera invocación del Agleaca, y quieren vendérselo. Sin embargo, Gil ha desaparecido, supuestamente a manos de un espíritu del bosque conocido como el Espectro de Gorham. El equipo Drew consigue encontrar a Gil (tras un desagradable encuentro con Everett Hudson), pero el Espectro los atrapa. Nancy descubre que teme al fuego y lo quema con un encendedor. La policía la detiene por posesión de bienes robados, pero Ryan la saca de apuros alegando que el espejo era un regalo. Al romper el cristal del espejo, el equipo Drew encuentra un mensaje escondido debajo que revela que la clave para derrotar a los Agleaca se encuentra en una barraca de mar.                    |              |                                         |                  |                                                   |                           |                      |
| 20 | 2            | «The Reunion of Lost Souls»             | Ed Sanchez       | Andrea Thornton Bolden                            | 27 de enero de 2021       | 0,40                 |
| Un historiador informa al equipo Drew de que la única grabación que se conserva de la cancioncilla marina es un viejo disco de vinilo del 45, cuyo último propietario fue Johnny Mac, un borracho que murió atropellado en 1975. La búsqueda del disco por parte del grupo atrae involuntariamente al espíritu vengativo de Johnny, que empieza a emboscar y atacar a Nick, llamándole «Buddy». Para complicar aún más las cosas, llega repentinamente Millie, la madre de Nick, que quiere que su hijo regrese a su casa familiar en Miami y cuestiona su relación con George. Nancy relaciona a Mac con un grupo de otros jóvenes que hicieron un trato con los Agleaca en los años 70, sólo para morir en accidentes extraños el mismo día. El equipo encuentra el disco escondido en una vieja gramola, y al reproducirlo son capaces de desterrar el espíritu de Johnny antes de que mate a Nick. George y Nick se reconcilian con Millie, que acepta que su hijo se quede en Maine. Un análisis del disco revela que el Agleaca era el amante del antepasado de Bess, Douglas Marvin, que puede haber tenido que ver con su muerte.                                 |              |                                         |                  |                                                   |                           |                      |
| 21 | 3            | «The Secret of Solitary Scribe»         | Rachel Raimist   | Alex Taub                                         | 3 de febrero de 2021      | 0,46                 |
| Bess lleva a cabo una investigación que sugiere que puede ser posible deshacer la maldición de Agleaca devolviendo los huesos de Lucy al mar. Nancy y Carson localizan a AJ Crane, un solitario autor de novelas de terror que resulta ser el único superviviente del incidente de 1975. Crane se niega a ayudar, así que Nancy roba un talismán que cuelga fuera de su casa y hace que Hannah Gruen, de la Sociedad Histórica, lo identifique como un poderoso amuleto que atrae a los espíritus malévolos. Crane es arrestado cuando irrumpe en la casa de Nancy para recuperarlo. A pesar de haberse opuesto previamente a la idea de Bess de devolver los huesos, Nancy cambia de opinión, pero el Agleaca rechaza los huesos. Crane escapa de la custodia e intenta quemar viva a Gruen, revelando que el trato que hizo fue para salvar su vida en 1975. Nancy lo convence y Crane, resignado a su destino, se marcha para morir en un trágico accidente. El equipo saquea su casa en busca de herramientas para luchar contra el Agleaca. Nick y George duermen juntos por primera vez. Nancy, Carson y Ryan entierran en secreto los huesos de Lucy en el bosque. |              |                                         |                  |                                                   |                           |                      |
| 22 | 4            | «The Fate of the Buried Treasure»       | Larry Teng       | Céline Geiger                                     | 10 de febrero de 2021     | 0,46                 |
| Con la fecha límite para la venganza de Agleaca acercándose rápidamente, Nancy hace que Ace lleve a Carson y a Ryan a comprar una caja sagrada de dybbuk que supuestamente puede atrapar al espíritu. En el camino de vuelta, Carson anima a Ryan a conectar con su hija. Nancy y Bess localizan un collar que perteneció al Algeaca cuando estaba viva, y que fue regalado por Douglas Marvin a su segunda esposa, Agnes. Aunque se creía que Agnes se había vuelto loca, Nancy se entera de que fue encarcelada por su esposo cuando se enteró de la verdad sobre su crimen. El collar se encuentra a partir de una clave que Agnes escribió antes de su muerte, junto con cartas incriminatorias. George y Bess luchan con las implicaciones de sus inminentes muertes, y ambos se ven obligados a hacer las paces con sus temores. La Algeaca destruye la caja de dybbuk y rechaza la sentida petición de Nancy de que los perdone si consiguen justicia por su muerte. Sin más opciones, el equipo decide que la única esperanza que tienen de engañar a la muerte es matar al Agleaca.                                                                              |              |                                         |                  |                                                   |                           |                      |
| 23 | 5            | «The Drowned Woman»                     | Larry Teng       | Noga Landau y Melinda Hsu Taylor                  | 17 de febrero de 2021     | 0,43                 |
| 24 | 6            | «The Riddle of the Broken Doll»         | Larry Teng       | Erika Harrison y Andrea Thornton Bolden           | 24 de febrero de 2021     | 0,53                 |
| 25 | 7            | «The Legend of the Murder Hotel»        | Roxanne Benjamin | Katherine DiSavino                                | 10 de marzo de 2021       | 0,52                 |
| 26 | 8            | «The Quest for the Spider Sapphire»     | Roxanne Benjamin | Lisa Bao                                          | 17 de marzo de 2021       | 0,41                 |
| 27 | 9            | «The Bargain of the Blood Shroud»       | Amanda Row       | Alex Taub                                         | 24 de marzo de 2021       | 0,42                 |
| 28 | 10           | «The Spell of the Burning Bride»        | Amanda Row       | Jesse Stern                                       | 31 de marzo de 2021       | 0,38                 |
| 29 | 11           | «The Scourge of the Forgotten Rune»     | Kristin Lehman   | Katie Schwartz                                    | 7 de abril de 2021        | 0,63                 |
| 30 | 12           | «The Trail of the Missing Witness»      | Kristin Lehman   | Jen Vestuto y Melissa Marlette                    | 14 de abril de 2021       | 0,61                 |
| 31 | 13           | «The Beacon of Moonstone Island»        | Ruben Garcia     | Céline Geiger                                     | 28 de abril de 2021       | 0,47                 |
| 32 | 14           | «The Siege of the Unseen Specter»       | Ramsey Nickell   | Andrea Thornton Bolden y Lisa Bao                 | 5 de mayo de 2021         | 0,44                 |
| 33 | 15           | «The Celestial Visitor»                 | Ruben Garcia     | Melinda Hsu Taylor, Noga Landau y Cameron Johnson | 12 de mayo de 2021        | 0,46                 |
| 34 | 16           | «The Purloined Keys»                    | Jeff W. Byrd     | Jesse Stern y Katherine DiSavino                  | 19 de mayo de 2021        | 0,41                 |
| 35 | 17           | «The Judgement of the Perilous Captive» | Jeff W. Byrd     | Erika Harrison                                    | 26 de mayo de 2021        | 0,39                 |
| 36 | 18           | «The Echo of Lost Tears»                | Amanda Row       | Noga Landau y Katie Schwartz                      | 2 de junio de 2021        | 0,49                 |

### Temporada 3 (2021–22)
| N.º en serie | N.º en temp. | Título                                 | Dirigido por    | Escrito por                            | Fecha de emisión original | Audiencia (millones) |
| ------------ | ------------ | -------------------------------------- | --------------- | -------------------------------------- | ------------------------- | -------------------- |
| 37           | 1            | «The Warning of the Frozen Heart»      | Amanda Row      | Noga Landau y Melinda Hsu Taylor       | 8 de octubre de 2021      | 0,42                 |
| 38           | 2            | «The Journey of the Dangerous Mind»    | Amanda Row      | Celine Geiger y Andrea Thornton Bolden | 15 de octubre de 2021     | 0,33                 |
| 39           | 3            | «The Testimony of the Executed Man»    | Shannon Kohli   | Jesse Stern                            | 22 de octubre de 2021     | 0,34                 |
| 40           | 4            | «The Demon of Piper Beach»             | Clara Aranovich | Erika Harrison y Katharine DiSavino    | 29 de octubre de 2021     | 0,34                 |
| 41           | 5            | «The Vision of the Birchwood Prisoner» | Ruben Garcia    | Melinda Hsu Taylor y Leilani Terrell   | 5 de noviembre de 2021    | 0,30                 |
| 42           | 6            | «The Myth of the Ensnared Hunter»      | Ruben Garcia    | Lisa Bao                               | 12 de noviembre de 2021   | 0,33                 |
| 43           | 7            | «The Gambit of the Tangled Souls»      | Larry Teng      | Jen Vestuto y Melissa Marlette         | 19 de noviembre de 2021   | 0,35                 |
| 44           | 8            | «The Burning of the Sorrows»           | Larry Teng      | Katie Schwartz                         | 3 de diciembre de 2021    | 0,27                 |
| 45           | 9            | «The Voices in the Frost»              | Scott Wolf      | Katherine DiSavino                     | 10 de diciembre de 2021   | 0,29                 |
| 46           | 10           | «The Confession of the Long Night»     | Jesse Ellis     | Andrea Thornton Bolden                 | 7 de enero de 2022        | 0,45                 |
| 47           | 11           | «The Spellbound Juror»                 | Larry Teng      | Céline Geiger                          | 14 de enero de 2022       | 0,40                 |
| 48           | 12           | «The Witch Tree Symbol»                | Larry Teng      | Erika Harrison                         | 21 de enero de 2022       | 0,47                 |
| 49           | 13           | «The Ransom of the Forsaken Soul»      | Larry Teng      | Noga Landau y Alex Taub                | 28 de enero de 2022       | 0,35                 |

### Temporada 4 (2023)
| N.º en serie | N.º en temp. | Título                                 | Dirigido por       | Escrito por                                                      | Fecha de emisión original | Audiencia (millones) |
| ------------ | ------------ | -------------------------------------- | ------------------ | ---------------------------------------------------------------- | ------------------------- | -------------------- |
| 50           | 1            | «The Dilemma of the Lover's Curse»     | Amanda Row         | Noga Landau                                                      | 31 de mayo de 2023        | 0,39                 |
| 51           | 2            | «The Maiden's Rage»                    | Lily Hui           | Katie Schwartz y Leilani Terrell                                 | 7 de junio de 2023        | 0,47                 |
| 52           | 3            | «The Danger of the Hopeful Sigil»      | Jem Garrard        | Celine Geiger y Lauren Glover                                    | 14 de junio de 2023       | 0,40                 |
| 53           | 4            | «The Return of the Killer's Hook»      | Pascal Verschooris | Jen Vestuto y Melissa Marlette Terrell                           | 21 de junio de 2023       | 0,36                 |
| 54           | 5            | «The Oracle of the Whispering Remains» | Scott Wolf         | Lisa Bao y Lauriel Harte Marger                                  | 28 de junio de 2023       | 0,37                 |
| 55           | 6            | «The Web of Yesterdays»                | Larry Teng         | Alex Taub y Tiffany Patterson                                    | 5 de julio de 2023        | 0,38                 |
| 56           | 7            | «The Reaping of Hollow Oak»            | Adrian Diepold     | Katie Schwartz y Hayley Munoz                                    | 12 de julio de 2023       | 0,39                 |
| 57           | 8            | «The Crooked Bannister»                | Larry Teng         | Guion de: Jen Vestuto y Melissa Marlett Historia de: Sara Pearce | 19 de julio de 2023       | 0,37                 |
| 58           | 9            | «The Memory of the Stolen Soul»        | Robin Givens       | Lisa Bao y Tiffany Patterson                                     | 26 de julio de 2023       | 0,34                 |
| 59           | 10           | «The Ballad of Lives Foregone»         | Kristin Lehman     | Lauriel Harte Marger y Hayley Muñoz                              | 2 de agosto de 2023       | 0,37                 |
| 60           | 11           | «The Sinner's Sacrifice»               | Melinda Hsu Taylor | Alex Taub y Leilani Terrell                                      | 9 de agosto de 2023       | 0,39                 |
| 61           | 12           | «The Heartbreak of Truth»              | Kristin Lehman     | Celine Geiger                                                    | 16 de agosto de 2023      | 0,40                 |
| 62           | 13           | «The Light Between Lives»              | Amanda Row         | Noga Landau, Melinda Hsu Taylor y Lauren Glover                  | 23 de agosto de 2023      | 0,35                 |

## Producción

### Desarrollo
El 7 de septiembre de 2018, se anunció que The CW ha puesto en desarrollo una serie televisiva sin título de drama inspirado en la saga literaria de Nancy Drew, creada por Josh Schwartz y Stephanie Savage, y será escrito por Noga Landau. Landau se desempañará como productor ejecutivo junto con Schwartz y Savage. Además, Lis Rowinski será coproductora ejecutiva. El lanzamiento de una serie de televisión basado en Nancy Drew ha sido una prioridad para CBS Television Studios, que tiene los derechos de los clásicos libros de misterio de jóvenes adultos originalmente publicados por Stratemeyer Syndicate y más tarde Simon & Schuster. Anteriormente, el estudio desarrolló dos series de Nancy Drew en los últimos tres años, Drew en CBS durante 2015–16, y Nancy Drew en NBC en 2018 pero no fueron recogidas. Ambas encarnaciones, de los guionistas Tony Phelan y Joan Rater y el productor Dan Jinks, fueron concebidas como secuelas de los libros, con una Nancy Drew adulta en el centro. El 23 de enero de 2019, se anunció que The CW ordenó el episodio piloto. El 14 de febrero de 2019, se anunció que Larry Teng fue elegido como director y Melinda Hsu Taylor como productora ejecutiva / showrunner. El 7 de marzo de 2019, se anunció que Teng también será productor ejecutivo. El 7 de mayo de 2019, se anunció que el proyecto ahora titulado Nancy Drew fue recogido para ser serie. El 17 de junio de 2019, se anunció que la serie se estrenaría el 9 de octubre de 2019. El 25 de octubre de 2019, se anunció que la serie recibió la orden de nueve episodios adicionales para un total de veintidós episodios. El 7 de enero de 2020, se anunció que la serie fue renovada para una segunda temporada, que se estrenó el 20 de enero de 2021. El 3 de febrero de 2021, The CW renovó la serie para una tercera temporada. El 22 de marzo de 2022, The CW renovó la serie para una cuarta temporada. El 26 de octubre de 2022, se anunció que la cuarta temporada sería la última de la serie. La cuarta temporada se estrenó el 31 de mayo de 2023.

### Casting
En febrero de 2019, se anunció que Kennedy McMann, Leah Lewis y Tunji Kasim fueron elegidos para papeles principales. En marzo de 2019, se anunció que Maddison Jaizani, Álex Saxon, Freddie Prinze Jr. y Alvina August también fueron elegidos para interpretar personajes principales. El 5 de abril de 2019, se anunció que Pamela Sue Martin fue elegida en un papel de invitada. El 9 de mayo de 2019, se anunció que Scott Wolf fue elegido para reemplazar a Prinze Jr. y que Riley Smith fue elegido en un papel principal.

### Rodaje
El episodio piloto se rodó bajo el título de producción The Haunting of Nancy Drew del 25 de marzo al 9 de abril de 2019 en Vancouver, Columbia Británica, Canadá. El rodaje de la primera temporada comenzó el 22 de julio de 2019 y terminó el 9 de diciembre de ese año.

## Lanzamiento

### Distribución
El 1 de agosto de 2019, se anunció que la serie se transmitirá en CBS All Access en Estados Unidos tras la finalización de su primera temporada.

## Recepción

### Críticas
En Rotten Tomatoes la serie tiene un índice de aprobación del 50%, basado en 28 reseñas, con una calificación promedio de 7.34/10. El consenso crítico del sitio dice, «Una estética atractiva y un elenco prometedor no consigue animar a Nancy Drew, un misterio demasiado melancólico y desafortunadamente soso que sigue demasiado de cerca los pasos de las series a las que aspira a ser». En Metacritic, tiene puntaje promedio ponderado de 55 sobre 100, basada en 12 reseñas, lo que indica «críticas mixtas o medias».

### Audiencias

#### Temporada 1
| N.º | Título                               | Fecha de emisión        | ÍA/CP (18–49) | Audiencia (millones) | DVR (18–49) | Audiencia DVR (millones) | Total (18–49) | Audiencia total (millones) |
| --- | ------------------------------------ | ----------------------- | ------------- | -------------------- | ----------- | ------------------------ | ------------- | -------------------------- |
| 1   | «Pilot»                              | 9 de octubre de 2019    | 0,3/2         | 1,18                 | 0,3         | 0,97                     | 0,6           | 2,14                       |
| 2   | «The Secret of the Old Morgue»       | 16 de octubre de 2019   | 0,2/1         | 0,80                 | 0,2         | 0,73                     | 0,4           | 1,53                       |
| 3   | «The Curse of the Dark Storm»        | 23 de octubre de 2019   | 0,2/1         | 0,81                 | 0,2         | 0,64                     | 0,4           | 1,45                       |
| 4   | «The Haunted Ring»                   | 30 de octubre de 2019   | 0,1/1         | 0,69                 | 0,3         | 0,68                     | 0,4           | 1,36                       |
| 5   | «The Case of the Wayward Spirit»     | 6 de noviembre de 2019  | 0,1/1         | 0,62                 | 0,3         | 0,58                     | 0,4           | 1,20                       |
| 6   | «The Mystery of Blackwood Lodge»     | 13 de noviembre de 2019 | 0,2/1         | 0,73                 | 0,2         | 0,63                     | 0,4           | 1,36                       |
| 7   | «The Tale of the Fallen Sea Queen»   | 20 de noviembre de 2019 | 0,2/1         | 0,73                 | 0,2         | 0,55                     | 0,4           | 1,28                       |
| 8   | «The Path of Shadows»                | 4 de diciembre de 2019  | 0,2/1         | 0,68                 | 0,2         | 0,55                     | 0,4           | 1,23                       |
| 9   | «The Hidden Staircase»               | 11 de diciembre de 2019 | 0,1/1         | 0,74                 | 0,2         | 0,50                     | 0,3           | 1,24                       |
| 10  | «The Mark of the Poisoner's Pearl»   | 15 de enero de 2020     | 0,1/1         | 0,66                 | 0,1         | 0,52                     | 0,2           | 1,18                       |
| 11  | «The Phantom of Bonny Scot»          | 22 de enero de 2020     | 0,1/1         | 0,54                 | 0,1         | 0,50                     | 0,2           | 1,04                       |
| 12  | «The Lady of Larkspur Lane»          | 29 de enero de 2020     | 0,1/1         | 0,63                 | 0,1         | 0,50                     | 0,2           | 1,13                       |
| 13  | «The Whisper Box»                    | 5 de febrero de 2020    | 0,1/1         | 0,62                 | 0,2         | 0,46                     | 0,3           | 1,08                       |
| 14  | «The Sign of the Uninvited Guest»    | 26 de febrero de 2020   | 0,1/1         | 0,59                 | 0,1         | 0,49                     | 0,2           | 1,08                       |
| 15  | «The Terror of Horseshoe Bay»        | 4 de marzo de 2020      | 0,1/1         | 0,61                 | 0,2         | 0,56                     | 0,3           | 1,17                       |
| 16  | «The Haunting of Nancy Drew»         | 11 de marzo de 2020     | 0,1/1         | 0,67                 | 0,2         | 0,47                     | 0,3           | 1,14                       |
| 17  | «The Girl in the Locket»             | 8 de abril de 2020      | 0,1/1         | 0,55                 | 0,1         | 0,38                     | 0,2           | 0,93                       |
| 18  | «The Clue in the Captain's Painting» | 15 de abril de 2020     | 0,1/1         | 0,49                 | 0,1         | 0,45                     | 0,2           | 0,94                       |

#### Temporada 2
| N.º | Título                                  | Fecha de emisión      | ÍA (18–49) | Audiencia (millones) | DVR (18–49) | Audiencia DVR (millones) | Total (18–49) | Audiencia total (millones) |
| --- | --------------------------------------- | --------------------- | ---------- | -------------------- | ----------- | ------------------------ | ------------- | -------------------------- |
| 1   | «The Search for the Midnight Wraith»    | 20 de enero de 2021   | 0,1        | 0,50                 | 0,1         | 0,27                     | 0,2           | 0,77                       |
| 2   | «The Reunion of Lost Souls»             | 27 de enero de 2021   | 0,1        | 0,40                 | —           | —                        | —             | —                          |
| 3   | «The Secret of Solitary Scribe»         | 3 de febrero de 2021  | 0,1        | 0,46                 | —           | —                        | —             | —                          |
| 4   | «The Fate of the Buried Treasure»       | 10 de febrero de 2021 | 0,1        | 0,46                 | —           | —                        | —             | —                          |
| 5   | «The Drowned Woman»                     | 17 de febrero de 2021 | 0,1        | 0,43                 | —           | —                        | —             | —                          |
| 6   | «The Riddle of the Broken Doll»         | 24 de febrero de 2021 | 0,1        | 0,53                 | —           | —                        | —             | —                          |
| 7   | «The Legend of the Murder Hotel»        | 10 de marzo de 2021   | 0,1        | 0,52                 | —           | —                        | —             | —                          |
| 8   | «The Quest for the Spider Sapphire»     | 17 de marzo de 2021   | 0,1        | 0,41                 | —           | —                        | —             | —                          |
| 9   | «The Bargain of the Blood Shroud»       | 24 de marzo de 2021   | 0,1        | 0,42                 | —           | —                        | —             | —                          |
| 10  | «The Spell of the Burning Bride»        | 31 de marzo de 2021   | 0,1        | 0,38                 | —           | —                        | —             | —                          |
| 11  | «The Scourge of the Forgotten Rune»     | 7 de abril de 2021    | 0,1        | 0,63                 | 0,1         | 0,38                     | 0,2           | 1,01                       |
| 12  | «The Trail of the Missing Witness»      | 14 de abril de 2021   | 0,1        | 0,61                 | 0,1         | 0,42                     | 0,2           | 1,03                       |
| 13  | «The Beacon of Moonstone Island»        | 28 de abril de 2021   | 0,1        | 0,47                 | 0,1         | 0,37                     | 0,2           | 0,86                       |
| 14  | «The Siege of the Unseen Specter»       | 5 de mayo de 2021     | 0,1        | 0,44                 | 0,1         | 0,38                     | 0,2           | 0,82                       |
| 15  | «The Celestial Visitor»                 | 12 de mayo de 2021    | 0,1        | 0,46                 | 0,1         | 0,41                     | 0,2           | 0,87                       |
| 16  | «The Purloined Keys»                    | 19 de mayo de 2021    | 0,1        | 0,41                 | 0,1         | 0,42                     | 0,2           | 0,82                       |
| 17  | «The Judgement of the Perilous Captive» | 26 de mayo de 2021    | 0,1        | 0,39                 | 0,1         | 0,43                     | 0,2           | 0,82                       |
| 18  | «The Echo of Lost Tears»                | 2 de junio de 2021    | 0,1        | 0,49                 | 0,1         | 0,51                     | 0,2           | 0,99                       |

#### Temporada 3
| N.º | Título                                 | Fecha de emisión        | ÍA (18–49) | Audiencia (millones) | DVR (18–49) | Audiencia DVR (millones) | Total (18–49) | Audiencia total (millones) |
| --- | -------------------------------------- | ----------------------- | ---------- | -------------------- | ----------- | ------------------------ | ------------- | -------------------------- |
| 1   | «The Warning of the Frozen Heart»      | 8 de octubre de 2021    | 0,1        | 0,42                 | —           | —                        | —             | —                          |
| 2   | «The Journey of the Dangerous Mind»    | 15 de octubre de 2021   | 0,1        | 0,33                 | —           | —                        | —             | —                          |
| 3   | «The Testimony of the Executed Man»    | 22 de octubre de 2021   | 0,1        | 0,34                 | 0,1         | 0,29                     | 0,1           | 0,63                       |
| 4   | «The Demon of Piper Beach»             | 29 de octubre de 2021   | 0,1        | 0,34                 | —           | —                        | —             | —                          |
| 5   | «The Vision of the Birchwood Prisoner» | 5 de noviembre de 2021  | 0,0        | 0,30                 | —           | —                        | —             | —                          |
| 6   | «The Myth of the Ensnared Hunter»      | 12 de noviembre de 2021 | 0,0        | 0,33                 | —           | —                        | —             | —                          |
| 7   | «The Gambit of the Tangled Souls»      | 19 de noviembre de 2021 | 0,0        | 0,35                 | —           | —                        | —             | —                          |
| 8   | «The Burning of the Sorrows»           | 3 de diciembre de 2021  | 0,0        | 0,27                 | 0,1         | 0,40                     | 0,1           | 0,68                       |
| 9   | «The Voices in the Frost»              | 10 de diciembre de 2021 | 0,1        | 0,29                 | 0,1         | 0,38                     | 0,2           | 0,67                       |
| 10  | «The Confession of the Long Night»     | 7 de enero de 2022      | 0,1        | 0,45                 | —           | —                        | —             | —                          |
| 11  | «The Spellbound Juror»                 | 14 de enero de 2022     | 0,1        | 0,40                 | —           | —                        | —             | —                          |
| 12  | «The Witch Tree Symbol»                | 21 de enero de 2022     | 0,1        | 0,47                 | —           | —                        | —             | —                          |
| 13  | «The Ransom of the Forsaken Soul»      | 28 de enero de 2022     | 0,1        | 0,35                 | —           | —                        | —             | —                          |

#### Temporada 4
| N.º | Título                                 | Fecha de emisión     | ÍA (18–49) | Audiencia (millones) | DVR (18–49) | Audiencia DVR (millones) | Total (18–49) | Audiencia total (millones) |
| --- | -------------------------------------- | -------------------- | ---------- | -------------------- | ----------- | ------------------------ | ------------- | -------------------------- |
| 1   | «The Dilemma of the Lover's Curse»     | 31 de mayo de 2023   | 0,1        | 0,39                 | —           | —                        | —             | —                          |
| 2   | «The Maiden's Rage»                    | 7 de junio de 2023   | 0,1        | 0,47                 | —           | —                        | —             | —                          |
| 3   | «The Danger of the Hopeful Sigil»      | 14 de junio de 2023  | 0,1        | 0,40                 | —           | —                        | —             | —                          |
| 4   | «The Return of the Killer's Hook»      | 21 de junio de 2023  | 0,0        | 0,36                 | —           | —                        | —             | —                          |
| 5   | «The Oracle of the Whispering Remains» | 28 de junio de 2023  | 0,0        | 0,37                 | —           | —                        | —             | —                          |
| 6   | «The Web of Yesterdays»                | 5 de julio de 2023   | 0,1        | 0,38                 | —           | —                        | —             | —                          |
| 7   | «The Reaping of Hollow Oak»            | 12 de julio de 2023  | 0,0        | 0,39                 | —           | —                        | —             | —                          |
| 8   | «The Crooked Bannister»                | 19 de julio de 2023  | 0,0        | 0,37                 | —           | —                        | —             | —                          |
| 9   | «The Memory of the Stolen Soul»        | 26 de julio de 2023  | 0,0        | 0,34                 | —           | —                        | —             | —                          |
| 10  | «The Ballad of Lives Foregone»         | 2 de agosto de 2023  | 0,0        | 0,37                 | —           | —                        | —             | —                          |
| 11  | «The Sinner's Sacrifice»               | 9 de agosto de 2023  | 0,0        | 0,39                 | —           | —                        | —             | —                          |
| 12  | «The Heartbreak of Truth»              | 16 de agosto de 2023 | 0,1        | 0,40                 | —           | —                        | —             | —                          |
| 13  | «The Light Between Lives»              | 23 de agosto de 2023 | 0,1        | 0,35                 | —           | —                        | —             | —                          |